# Orrin L. Miller

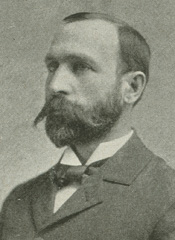
Orrin L. Miller, 1896

Orrin Larrabee Miller (* 11. Januar 1856 in Newburgh, Penobscot County, Maine; † 11. September 1926 in Kansas City, Kansas) war ein US-amerikanischer Politiker. Zwischen 1895 und 1897 vertrat er den zweiten Wahlbezirk des Bundesstaates Kansas im US-Repräsentantenhaus.

## Werdegang
Orrin L. Miller besuchte die Grundschule in seiner Heimat Maine und das Maine Central Institute in Pittsfield. Nach einem Jurastudium und seiner im Jahr 1880 erfolgten Zulassung als Rechtsanwalt begann er in Bangor in seinem neuen Beruf zu arbeiten. Noch im selben Jahr verlegte er seinen Wohnsitz und seine Kanzlei nach Kansas City. Zwischen 1887 und 1891 war Miller Bezirksrichter im 29. Gerichtsbezirk seines neuen Heimatstaates. Danach arbeitete er wieder als Rechtsanwalt. Für viele Jahre war er juristischer Berater einiger großer Eisenbahngesellschaften.
Politisch war Miller Mitglied der Republikanischen Partei. 1894 wurde er im zweiten Distrikt von Kansas in das US-Repräsentantenhaus in Washington, D.C. gewählt. Dort trat er am 4. März 1895 die Nachfolge des Demokraten Horace Ladd Moore an, den er bei der Wahl geschlagen hatte. Da er im Jahr 1896 eine erneute Kandidatur ablehnte, konnte Miller bis zum 3. Januar 1897 nur eine Legislaturperiode im Kongress absolvieren. Nach dem Ende seiner politischen Tätigkeit in der Bundeshauptstadt arbeitete Miller wieder als Anwalt. Er starb im September 1926 in Kansas City und wurde dort auch beigesetzt.